# Któż nam powróci...
Któż nam powróci... – wiersz Kazimierza Przerwy-Tetmajera, opublikowany w tomiku Poezje. Seria II w 1894. Utwór,charakteryzujący się melancholijnym nastrojem, został napisany przy użyciu strofy sześciowersowej, układanej jedenastozgłoskowcem, rymowanej abacbc. Składa się z czterech zwrotek.
Któż nam powróci te lata stracone
bez wiosennego w wiośnie życia nieba?...
Wołają na nas, że w złą idziem stronę,
precz o świat troskę rzucając powinna,
a czy pytają się nas, co nam trzeba
i czyśmy mogli obrać drogę inną?